# Fátima Diame
Fátima Dzinzaletaite Diame (València, 22 de setembre de 1996) és una atleta valenciana d'ascendència senegalesa, especialitzada en salt de llargada i triple salt.
Va representar al Espanya al Campionat del Món d'atletisme de 2017, on no va poder aconseguir classificar-se per a la final. Va guanyar una medalla de bronze en la categoria de salt de llargada al Campionat d'Europa d'Atletisme juvenil de 2015. L'any 2018 va obtenir dues medalles de bronze als Jocs Mediterranis de 2018 celebrats a Tarragona, en les categories de triple salt i salt de llargada. Es va classificar per a les olimpíades de Tokio.

## Competicions internacionals
| Representant a Espanya | Representant a Espanya              | Representant a Espanya | Representant a Espanya | Representant a Espanya | Representant a Espanya |
| Any                    | Competició                          | Seu                    | Posició                | Prova                  | Marca                  |
| ---------------------- | ----------------------------------- | ---------------------- | ---------------------- | ---------------------- | ---------------------- |
| 2013                   | Campionat del Món juvenil           | Donetsk, Ucraïna       | 13a (qualificació)     | Salt de llargada       | 5.98 m.                |
| 2014                   | Campionat del Món júnior            | Eugene, Estats Units   | 15a (qualificació)     | Salt de llargada       | 6.00 m.                |
| 2015                   | Campionat d'Europa júnior           | Eskilstuna, Suècia     | 3                      | Salt de llargada       | 6.55 m.                |
| 2016                   | Campionat Mediterrani sub-23        | Radès, Tunísia         | 6a                     | Salt de llargada       | 5.94 m.                |
| 2017                   | Campionat d'Europa sub-23           | Bydgoszcz, Polònia     | 23a (qualificació)     | Salt de llargada       | 6.03 m.                |
| 2017                   | Campionat d'Europa sub-23           | Bydgoszcz, Polònia     | 5a                     | Triple salt            | 13.60 m.               |
| 2017                   | Campionat del Món                   | Londres, Anglaterra    | 25a (qualificació)     | Triple salt            | 13.36 m.               |
| 2018                   | Campionat Mediterrani sub-23        | Jesolo, Itàlia         | 2                      | Salt de llargada       | 6.15 m.                |
| 2018                   | Campionat Mediterrani sub-23        | Jesolo, Itàlia         | 1                      | Triple salt            | 13.82 m.               |
| 2018                   | Jocs Mediterranis                   | Tarragona, Catalunya   | 3                      | Salt de llargada       | 6.68 m.                |
| 2018                   | Jocs Mediterranis                   | Tarragona, Catalunya   | 3                      | Triple salt            | 13.92 m.               |
| 2018                   | Campionat d'Europa                  | Berlín, Alemanya       | 22a (qualificació)     | Salt de llargada       | 6.24 m.                |
| 2018                   | Campionat Iberoamericà              | Trujillo, Perú         | 3                      | Salt de llargada       | 6.51 m.                |
| 2019                   | Campionat d'Europa en pista coberta | Glasgow, Escòcia       | 9a (qualificació)      | salt de llargada       | 6.46 m.                |
| 2021                   | Campionat d'Europa en pista coberta | Toruń, Polònia         | 7a                     | salt de llargada       | 6.47 m.                |
| 2021                   | Jocs Olímpics                       | Tòquio, Japó           | 21a (qualificació)     | salt de llargada       | 6.32 m.                |
| 2022                   | Campionat del Món en pista coberta  | Belgrad, Sèrbia        | 7a                     | salt de llargada       | 6.71 m.                |
| 2023                   | Campionat del Món                   | Budapest, Hongria      | 6a                     | Salt de llargada       | 6.82 m.                |

## Rècords personals
Aire lliure
- Salt de llargada – 6.82 (+2.0 m/s, Castelló de la Plana 2021)
- Triple salt – 14.03 (+0.4 m/s, Torrent 2017)

Pista coberta
- Salt de llargada – 6.71 (Belgrad 2022)
- Triple salt – 13.82 (València 2020)